# Taze
Taze är en kommun i Myanmar.   Den ligger i regionen Sagaingregionen, i den centrala delen av landet, 400 km norr om huvudstaden Naypyidaw. Antalet invånare är 179 908.